# Хадарцев, Алик Александрович
Алик Александрович Хадарцев (10 февраля 2000) — российский и узбекистанский борец вольного стиля. Призёр чемпионата России. Чемпион Узбекистана.  

## Спортивная карьера
В конце июля 2016 года в Стокгольме в финале первенства Европы по борьбе среди юношей одержал победу, в финале одолев Размика Папикяна из Армении. 15 декабря 2016 года ему было присвоено звание мастер спорта России. 28 июня 2017 года в немецком Дортмунде в схватке за бронзовую медаль место уступил Теймуразу Ванишвили из Грузии, заняв итоговое 5 место. 14 августа 2019 года в Таллине на первенстве мира среди юниоров, в борьбе за 3 место победил у Аскера Маммадалиева из Азербайджана, став бронзовым призёром. 11 сентября 2020 года в Наро-Фоминске в финале первенства России среди юниоров на туше выиграл Юрия Аракеляна из Краснодара. В начале сентября 2021 года в финале Первых игр СНГ победил Икромжона Хаджимурадова из Кыргызстана. 29 мая 2021 года в финале международного турнира памяти Ивана Ярыгина победил Дашу Шарастепанова. 21 июня 2023 года на чемпионате России в Каспийске уступил Абасгаджи Магомедову из Дагестана. 22 июня 2023 года через утешительные схватки дошёл до малого финала, где в борьбе за 3 место на чемпионате России одолел Кежика Монгуша из Тывы, тем самым завоевал бронзовую медаль в весовой категории до 61 кг. 22 ноября 2024 года, победив в финале у Джахонгирмирзо Туробова, стал чемпионом Узбекистана.

## Спортивные результаты
- Первенство России по вольной борьбе среди юношей 2016 — ;
- Первенство Европы по борьбе среди юношей 2016 — ;
- Первенство мира по борьбе среди юниоров 2019 — ;
- Первенство России по вольной борьбе среди молодёжи U21 2020 — ;
- Игры стран СНГ 2021 — ;
- Чемпионат России по вольной борьбе 2023 — ;
- Чемпионат Узбекистана по вольной борьбе 2024 — ;